# Yamoussoukro
Yamoussoukro (även Yamassoukro) är Elfenbenskustens officiella huvudstad. Folkmängden uppgår till drygt 200 000 invånare. Staden är belägen i den centrala delen av landet, cirka 240 kilometer norr om landets största stad Abidjan.
I Yamoussoukro finns bland annat den förment största kristna kyrkobyggnaden i världen, Notre Dame de la Paix-basilikan; i alla fall är den kristendomens högsta kyrka.

## Historia
Hövding Yamousso, brorson till Kouassi N'Go, styrde landsortsstaden N'Gokro under den franska koloniseringen. Då var invånarantalet 457 och den var en av 129 akouélandsortsstäder.
Diplomatiska och kommersiella förbindelser upprättades, men år 1909, gjorde folkgruppen akouéerna uppror mot administrationen på order av hövdingen av Djamalbo. Bonzistationen, sju kilometer från Yamoussoukro vid Bouaflévägen, brändes ner. Den franska guvernören, Simon Maurice, överlevde tack vare Kouassi N'Gos välvilja. Denna tidigare ledare hade stor respekt bland akouéerna och hindrade dem från att starta ett krig.
Då situationen hade normaliserat sig ansåg Simon Maurice att Bonzi fortfarande var otryggt och bestämde att den franska militärstationen skulle flyttas till N'Gokro (Yamoussoukro). Till ära för hövding Yamousso fick landsortsstaden N'Gokro nu istället namnet Yamoussoukro. Som en hedersbevisning åt Kouassi N'Go byggde dessutom den franska administrationen en pyramid.
År 1919 flyttades administrationen från Yamoussoukro och Félix Houphouët-Boigny blev ledare för staden år 1939. I en lång period hamnade den lilla jordbruksorten i skuggan. Men efter krigen då African Agricultural Trade Union upprättades och hade den första konferensen i Yamoussoukro, började staden åter utvecklas även om utvecklingen inte tog till på allvar efter frigörelsen från Frankrike år 1964.
Sedan den franska koloniseringen av Elfenbenskusten har landet haft tre andra huvudstäder. Grand-Bassam (1893), Bingerville (1900) och Abidjan (1933). 1983 flyttade den ivorianska presidenten Félix Houphouët-Boigny landets huvudstad från Abidjan till Yamoussoukro, hans födelseplats. Den 21 mars 1984 blev därmed Yamoussoukro politisk och administrativ huvudstad. Abidjan är dock fortfarande ekonomiskt centrum i landet. Stora byggarbetsplatser inrättades för att förvandla det som var en liten by till en modern stad. En internationell flygplats byggdes, ett polytekniskt institut, ett presidentpalats och till och med världens största kyrka. Men de flesta institutioner överfördes aldrig till Yamoussoukro och få människor flyttade någonsin dit.

## Staden i dag
I Yamoussoukro ligger landets administrativa centrum. Här finns världens största kristna kyrka, Notre-Dame de la Paix, som invigdes av påven Johannes Paulus II den 10 september 1990. Andra nämnvärda platser är Barrage de Kossou (Kossuodammen), Institut national polytechnique Félix Houphouët-Boigny, protestantiska kyrkan, moskén, presidentpalatset. Den internationella flygplatsen är den enda i Afrika, tillsammans med den i Gbadolite, som är stor nog för att en Concorde ska kunna starta och landa. Staden Yamoussoukro är tänkt att bli för Elfenbenskusten vad Brasília är för Brasilien. Gigantiska byggprojekt finns i staden.[källa behövs]